# 2.º Congresso dos Estados Unidos
O 2º Congresso dos Estados Unidos era composto da Câmara dos Representantes e do Senado, o 2º Congresso teve duração entre 4 de março de 1791 a 3 de março de 1793.

## Eventos
- 5 de abril de 1792: O presidente George Washington usa o veto presidencial pela primeira vez.
- 13 de outubrode 1792: É fundado Washington, DC e a Casa Branca.
- 4 de março de 1791: O Vermont foi admitido como o 14º estado da união.
- 1 de junho de 1792: O Kentucky foi admitido como o 15º estado da união.

#### Virginia

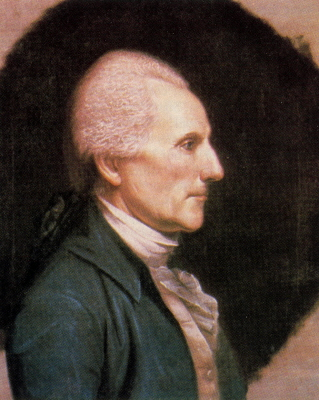
Presidente pro tempore Richard Henry Lee.

### Virginia

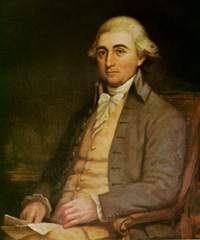
Presidente da Câmara Jonathan Trumbull, Jr.

## Senado

### Senadores
- Presidente: John Adams
- Presidente Pro Tempore:
  - Richard Henry Lee
  - John Langdon